# Linea di cintura di Udine
La linea di cintura di Udine, con andamento semicircolare, si sviluppa nella zona meridionale ed orientale di Udine collegando le tre linee ferroviarie che si diramano verso Tarvisio, Trieste e Cervignano. Essa consente, ai treni provenienti dall'Austria, di raggiungere Trieste e lo scalo merci di Cervignano e viceversa senza passare per la stazione di Udine, evitando così l'inversione della locomotiva.
Viene utilizzata principalmente dai treni merci e dagli AutoZug che da Trieste vanno verso l'Austria.
Dal posto di movimento Vat verso Tarvisio, la linea diventa il secondo binario della nuova ferrovia Pontebbana, dato che la tratta Udine-PM Vat è a binario semplice.

## Storia
Durante l'occupazione nazista, dopo l'8 settembre 1943, per facilitare il traffico e risparmiare una inversione di marcia nella stazione di Udine e per affrettare i trasporti verso i campi nazisti, fu realizzata una linea che collegava direttamente la Udine-Tarvisio a settentrione con la Udine-Trieste a meridione, attraversando a raso la ferrovia Udine-Cividale. Sul lato nord c'era una semplice deviazione, sul lato sud una doppia deviazione a triangolo e nel mezzo era presente, alla immediata sinistra del già citato attraversamento a raso con la ferrovia Udine-Cividale, un posto di movimento. La linea ferroviaria venne costruita dai prigionieri di guerra, che dopo aver finito il raccordo, vennero definitivamente inviati nei campi di sterminio.
A inizio anni '60, come operazioni prodromiche al potenziamento della linea Pontebbana, anche la linea di cintura fu potenziata. Il vecchio Bivio Vat fu soppresso, in quanto dato lo spazio ridotto, non era possibile potenziarlo e fu attivato un nuovo PM Bivio Vat circa 800 metri a monte, dapprima come semplice bivio e, successivamente, con due binari di precedenza rendendo inutile la presenza anche del vecchio Posto di Movimento (situato nei pressi dell'attraversamento a raso con la ferrovia Udine-Cividale) che fu pertanto soppresso. Sia PM Bivio Vat, sia l'attraversamento Udine-Cividale ricevettero un ACEI per snellire la circolazione mentre i vecchi Bivi Laipacco/Pradamano e le Cabine A e B di Udine vennero centralizzati in un unico impianto chiamato Udine Parco che con due postazioni di comando (una che controllava lo scalo merci, chiamata PM Udine Parco e l'altra che controllava gli ex bivi di accesso alla cintura, chiamata semplicemente Udine Parco), poteva gestire più efficientemente il traffico della linea.
Presumibilmente nello stesso periodo, viene soppresso il raccordo tra la linea di cintura (provenendo da Tarvisio) e la linea per Cividale (in direzione Udine) attivato per probabili esigenze belliche e ragionevolmente inutilizzato da allora (essendo le due amministrazioni gestite da diverse società un simile raccordo non avrebbe avuto altro senso).
A inizio anni novanta, in seguito ai finanziamenti giunti per i mondiali di calcio di Italia '90 la linea fu chiusa e completamente ricostruita nell'ottica del potenziamento dei traffici verso l'Austria (nello stesso periodo si stavano svolgendo i lavori per l'apertura, a tratti, della nuova linea Pontebbana a doppio binario). I principali lavori sono consistiti nel prolungamento della linea, sottopassando la linea per Gorizia-Trieste (con due brevi raccordi di collegamento verso Gorizia e un nuovo raccordo a raggio maggiore del precedente verso la stazione di Udine, rimasto però solo allo stadio progettuale) verso la Udine-Cervignano ove si innesta in un nuovo bivio creato appositamente, l'abbassamento del tracciato, con percorso prevalente in trincea, la soppressione dell'incrocio a raso con la Udine-Cividale (che costringeva i treni diretti a quest'ultima località a percorrere l'attraversamento alla velocità di 4 km/h a causa delle limitazioni degli incroci a raso) e la soppressione di tutti quanti i passaggi a livello. La nuova linea fu attivata nel 1995.
Nel 2011, dopo 16 anni di sospensione, con notevole ritardo, viene attivato il nuovo raccordo a raggio maggiore tra la linea proveniente da Trieste e la cintura, con la conseguente soppressione del vecchio (corrispondente al vecchio tratto Bivio Pradamano-Bivio Laipacco) e il nuovo ACEI di PM Udine Parco viene esteso fino ad inglobare anche le funzioni di Bivio Cividale che viene ugualmente soppresso. La soppressione comporta anche la demolizione del ponte sulla SP37, non più utile per la circolazione ferroviaria, dopo soli 16 anni dalla soppressione del Passaggio a Livello ivi presente, rendendolo di fatto un'opera realizzata inutilmente.
Nel medio futuro, anche in seguito alle proteste dei residenti nelle vicinanze della tratta urbana della linea Pontebbana che per motivi riconducibili alla sindrome NIMBY chiedono il trasferimento totale della circolazione da tale tratta alla cintura, è previsto il totale raddoppio della sede, allo stato attuale solo parzialmente eseguito. Tale operazione, una volta trovati gli accordi tra il gestore RFI e gli enti locali, potrà avere luogo, per motivazioni di ragione impiantistica, soltanto dopo l'attivazione dell'ACC del nodo di Udine, previsto attualmente in una finestra di tempo tra il 2022 e il 2023.

## Caratteristiche

### Percorso dal 1943 al 1964
| Continuation backward |

| Unknown route-map component "STRc2" | Unknown route-map component "ABZg3" |  |

| Unknown route-map component "STRc2" | Unknown route-map component "STR3+1" | Non-passenger station/depot on track + Unknown route-map component "STRc4" |  |  |

| Unknown route-map component "STR+1" | + Unknown route-map component "STRc2" + Unknown route-map component "STRc4" | Straight track + Unknown route-map component "STR3+l" | Unknown route-map component "CONTfq" |  |

| Straight track + Unknown route-map component "STRc2" | Unknown route-map component "STR3+1" + Unknown route-map component "STRc2" | Unknown route-map component "ABZ23" + Unknown route-map component "STRc4" | + Unknown route-map component "STRc3" |  |

| Unknown route-map component "exSTRl+1" + Unknown route-map component "ABZ+1l" + Straight track | Unknown route-map component "exSTRl+1" + Unknown route-map component "ABZq1" + Unknown route-map component "STRc4" | Unknown route-map component "STRq+c1" + Unknown route-map component "STRc4" | Unknown route-map component "ABZq+4" | Unknown route-map component "CONTfq" |

| Unknown route-map component "BHF2" | Unknown route-map component "STRc3" |  |  |  |

| Unknown route-map component "CONTgq" + Unknown route-map component "STRc1" | Unknown route-map component "STRr+4" + Unknown route-map component "STR2+4" | Unknown route-map component "STRc3" + Unknown route-map component "STRc3" |  |  |

| Unknown route-map component "STRc1" | Unknown route-map component "STR+4" |  |

| Continuation forward |

### Percorso dal 1964 al 1994
| Continuation backward |

| Unknown route-map component "STRc2" | Unknown route-map component "ABZg3" |  |

| Unknown route-map component "STRc2" | Unknown route-map component "STR3+1" | Straight track + Unknown route-map component "STRc4" |  |  |

| Unknown route-map component "STR+1" | + Unknown route-map component "STRc2" + Unknown route-map component "STRc4" | Straight track + Unknown route-map component "STR3+l" | Unknown route-map component "CONTfq" |  |

| Straight track + Unknown route-map component "STRc2" | Unknown route-map component "STR3+1" + Unknown route-map component "STRc2" | Unknown route-map component "ABZ23" + Unknown route-map component "STRc4" | + Unknown route-map component "STRc3" |  |

| Unknown route-map component "exSTRl+1" + Unknown route-map component "ABZ+1l" + Straight track | Unknown route-map component "exSTRl+1" + Unknown route-map component "ABZq1" + Unknown route-map component "STRc4" | Unknown route-map component "STRq+c1" + Unknown route-map component "STRc4" | Unknown route-map component "ABZq+4" | Unknown route-map component "CONTfq" |

| Unknown route-map component "BHF2" | Unknown route-map component "STRc3" |  |  |  |

| Unknown route-map component "CONTgq" + Unknown route-map component "STRc1" | Unknown route-map component "STRr+4" + Unknown route-map component "STR2+4" | Unknown route-map component "STRc3" + Unknown route-map component "STRc3" |  |  |

| Unknown route-map component "STRc1" | Unknown route-map component "STR+4" |  |

| Continuation forward |

### Percorso dal 1994
| Continuation backward |

| Non-passenger station/depot on track |

| Unknown route-map component "STRc2" | Unknown route-map component "ABZg3" |  |

| Unknown route-map component "STRc2" | Unknown route-map component "STR3+1" + Unknown route-map component "STRc2" | Unknown route-map component "KRZ3+lu" + Unknown route-map component "STRc4" | Unknown route-map component "CONTfq" |  |

| Unknown route-map component "STR+1" + Unknown route-map component "STRc2" | Unknown route-map component "STR3+1" + Unknown route-map component "STRc24" | Unknown route-map component "kABZg2" + Unknown route-map component "STR3" + Unknown route-map component "STRc4" |  |  |

| Unknown route-map component "exSTRl+1" + Unknown route-map component "ABZ+1l" + Straight track | Unknown route-map component "exSTRl+1" + Unknown route-map component "ABZq1" + Unknown route-map component "STRc4" | Unknown route-map component "KRZu+k1x2" + Unknown route-map component "STRc4" | Unknown route-map component "kABZq+4x3" | Unknown route-map component "CONTfq" |

| Unknown route-map component "BHF2" | Unknown route-map component "STRc3" | Unknown route-map component "ekABZg+1" |  |  |

| Unknown route-map component "CONTgq" + Unknown route-map component "STRc1" | Unknown route-map component "STRr+4" + Unknown route-map component "STR2+4" | Straight track + Unknown route-map component "STRc3" |  |  |

| Unknown route-map component "STRc1" | Unknown route-map component "ABZg+4" |  |

| Continuation forward |

### Annotazioni
1. ↑  Essi erano ben 7, in quanto, all'epoca della costruzione, trovandosi l'Italia in pieno periodo bellico, il modo più rapido per costruire una ferrovia era quello di attraversare a raso tutte le strade, non essendo praticabile né economicamente né per le tempistiche necessarie, la costruzione di sotto/sovrappassi oltre al fatto che, in tale epoca, le zone attraversate erano scarsamente urbanizzate

### Fonti
1. 1 2   RFI - Fascicolo linea 65 (PDF), su normativaesercizio.rfi.it.